# Groß-Zimmern
Groß-Zimmern er en kommune i Kreis Darmstadt-Dieburg med venskabsbyerne
- Saint-Fargeau-Ponthierry, Frankrig siden 1982
- Rignano sull'Arno, Italien siden 2009

## Kommunalvalg 2011
| Parti                                 | Procent |
| ------------------------------------- | ------- |
| SPD                                   | 33,0    |
| Bündnis 90/Die Grünen                 | 12,9    |
| CDU                                   | 46,6    |
| Freie Wähler Groß-Zimmern             | 2,8     |
| FDP                                   | 2,5     |
| Partei für Arbeit, Umwelt und Familie | 2,2     |